# Bains publics à Genève
Cet article traite des bains publics à Genève. Entre Léman, Rhône et Arve, Genève a un environnement propice à la pratique de la baignade sous toutes ses formes ; la ville est largement pourvue en infrastructures de bains tels que plages, bains, pataugeoires et piscines. L'évolution de ces infrastructures accompagne l'histoire sociale et culturelle de Genève dans tout ce qui touche au corps, à l'hygiène, aux loisirs et à la nature.

## Histoire

Bains de Ferre sur le Rhône, 1795.

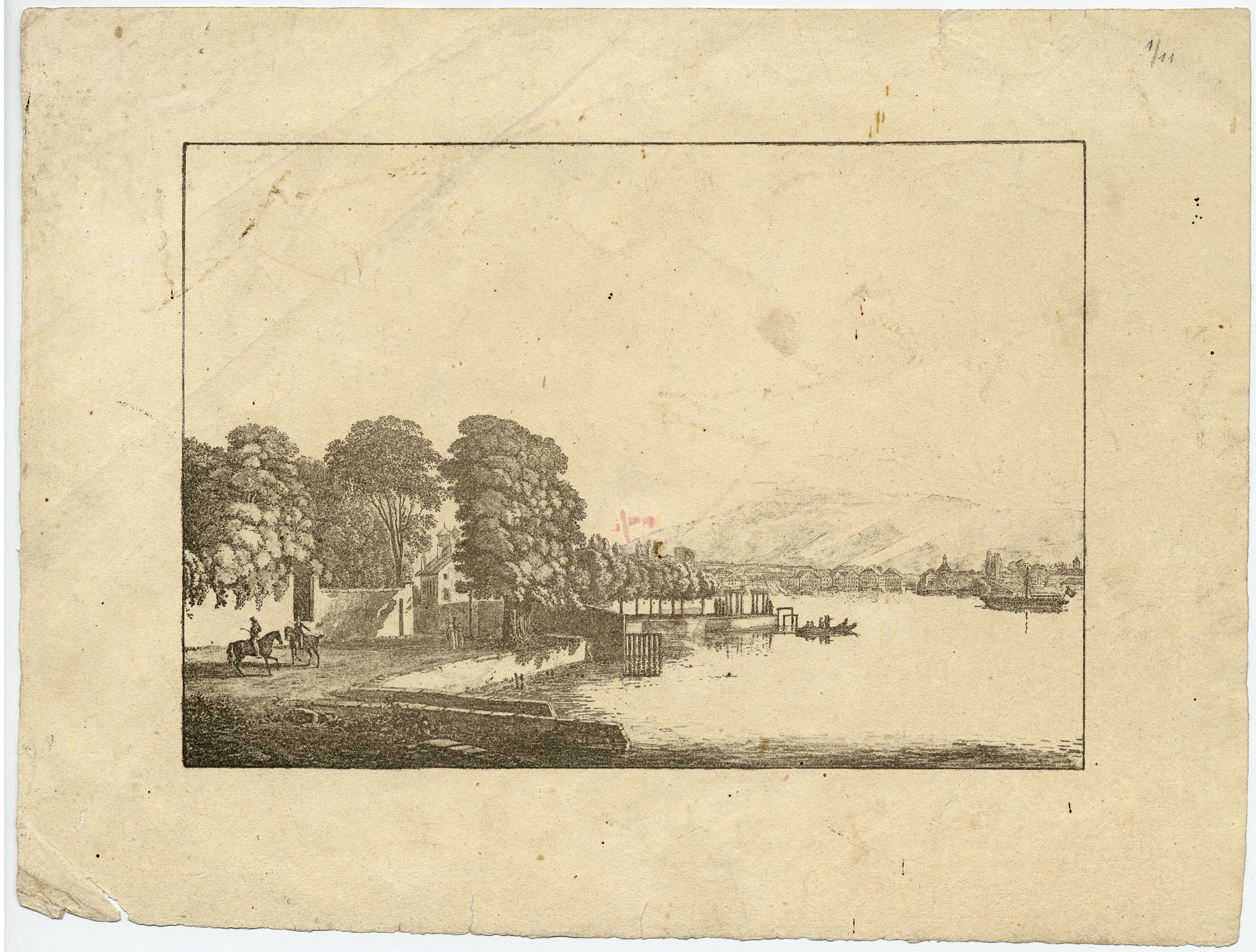
Bains Lullin sur le Léman vers 1830.

Les traces historiques de bains à Genève sont rares. Au Moyen Âge, les bains chauds, appelés étuves, sont très fréquentés. Les noms de quelques propriétaires d'étuves du XVe siècle ont été conservés, le plus notoire étant Philibert Berthelier. À la Réforme des ordonnances du Consistoire de Genève régulent cette activité. La rue des Étuves, dans le quartier de Saint-Gervais conserve la trace de ces bains chauds généralement tenus par des barbiers. La baignade dans les eaux du Léman, du Rhône ou de l'Arve n'est attestée que par des interdictions de baignade promulguées lors des épidémies de pestes du XVe siècle. 
Les premiers bains publics de l'ère moderne sont créés à l'initiative de notables genevois. Attestés dès 1710, les Bains Lullin proposent un espace de baignade sur le Léman, sécurisé et non-mixte. En 1790, soit quatre ans après l'ouverture de la première école de natation de Paris, Aimé-Robert Merle d'Aubigné — fortement inspiré par la pensée de Rousseau — ouvre une école de natation dans sa propriété aux Eaux-Vives. Les bains de la campagne Graveline étaient situés entre les numéros 44 et 52 de l'actuel quai Gustave-Ador . Plusieurs gravures entre les années 1790 et 1830 confirment l'existence  des Bains de Ferre sur le Rhône au bas de la place Chevelu (vers l’actuel pont de la Machine).

### XIXesiècle

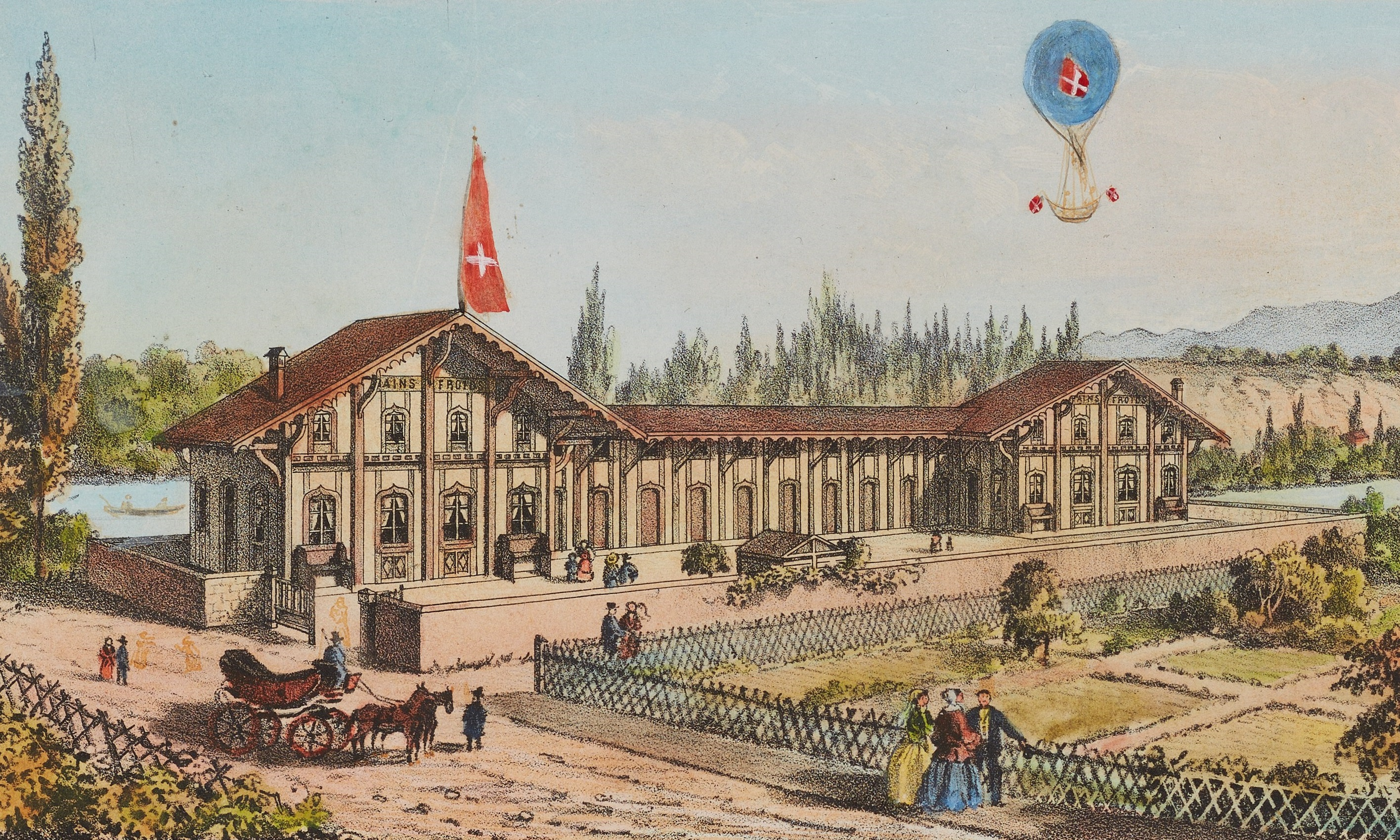
Bains de l'Arve.

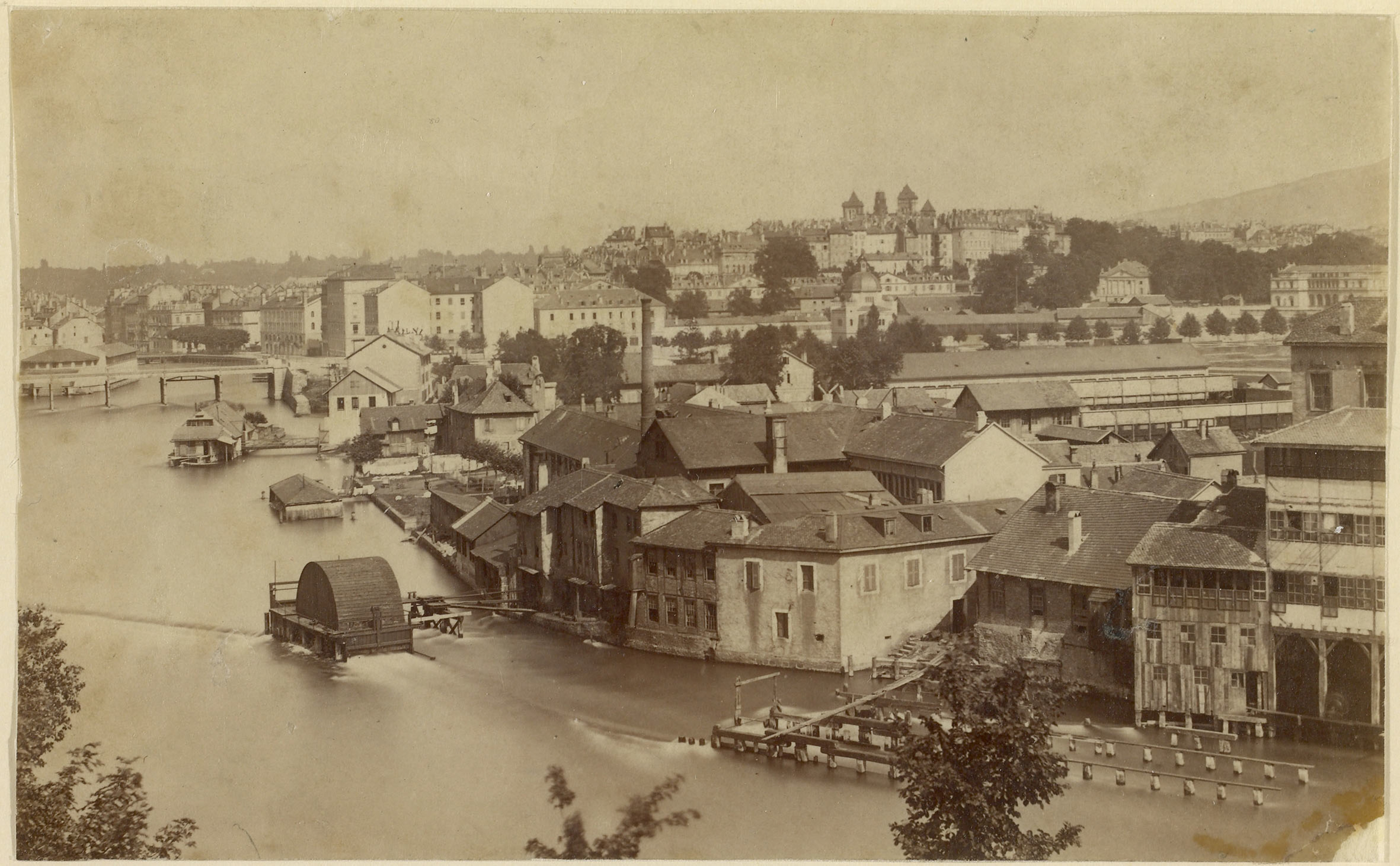
La Coulouvrenière, dont des bains, 1852.

#### Des lieux divers
Dans la première moitié du XIXe siècle, deux bains publics sont ouverts au public dans les fossés des fortifications. Les Bains de Rive situés dans le fossé des fortifications au pieds de la cité, côté lac Les Bains de Neuve dans le bastion de Hesse  place de Neuve. Construits à l'initiative de deux médecins genevois soucieux de sécurité publique, les bains de Neuve offrent des cours gratuits de natation. 
Ils disparaissent avec la démolition des fortifications entre 1847 et 1853.
Avec le développement de l'industrie et les changements sociaux qui l'accompagnent, c'est la fonction hygiénique des bains qui est mise en avant. La destruction des fortifications autour de Genève permet la création vers 1830 de plusieurs aménagements dédiés aux bains sur le Rhône, dans le secteur de l'Île et de la Coulouvrenière. Les bains de L'Île, Bains de la demi-lune et les Bains Froids disputent l'espace du lit du fleuve aux bateaux-lavoirs des lavandières et autres moulins. Les Bains du Rhône, qui sont d'abord construits en aval du Pont de la Coulouvrenière en 1882, sont déplacés par la construction de l'usine des forces motrices et reconstruits en 1889 en amont du Pont de la Machine. Ils resteront ouverts au public jusqu'en 1918. Des bains sur l'Arve existaient également au XIXe siècle. La rue des Bains signale encore l'existence . Situés sur la berge de l'Arve au niveau de cette rue, les Bains d'Arve affichait des horaires d'ouvertures de 3h du matin à 10h du soir. 
Charles Constant propose au Conseil représentatif en 1823 de créer trois bains : aux Pâquis, aux Eaux-Vives, et sur le Rhône. La proposition est combattue par son propre bord politique car elle prévoyait l'interdiction de la baignade en dehors de ces trois lieux.
C'est à l'initiative privée que l'on doit la création, à partir du milieu du XIXe siècle, de nouveaux aménagements destinés à la baignade dans le lac. Après l'argument hygiénique, c'est la motivation sportive avec la pratique de la natation qui s'impose. En 1856, un dénommé Daffner ouvre une école de natation au Paquis.  En 1862, les Bains du Brise Lame sur le quai des Eaux-Vives sont ouverts à proximité du lieu où jadis Aimé-Robert Merle d'Aubigné avait créé son école de natation, soit l'axe de l'actuelle avenue Wiliam-Favre. Les cours de natation des Bains du Brise Lame seront animés par un garde-port dénommé Mermillod, titulaire de la concession accordée par l'État. Les bains Mermillod, comme on les appelait familièrement, furent ensuite gérés par la veuve de celui-ci jusqu'en 1916.
En 1872 les Bains des Paquis sont construits sous leur première forme — sont une structure en bois accrochée côté aval de la jetée des Pâquis. 
En 1890, les Bains de Versoix sont inaugurés. Ils font partie d'un véritable projet de développement immobilier de la région de Versoix.

#### Des fonctions multiples

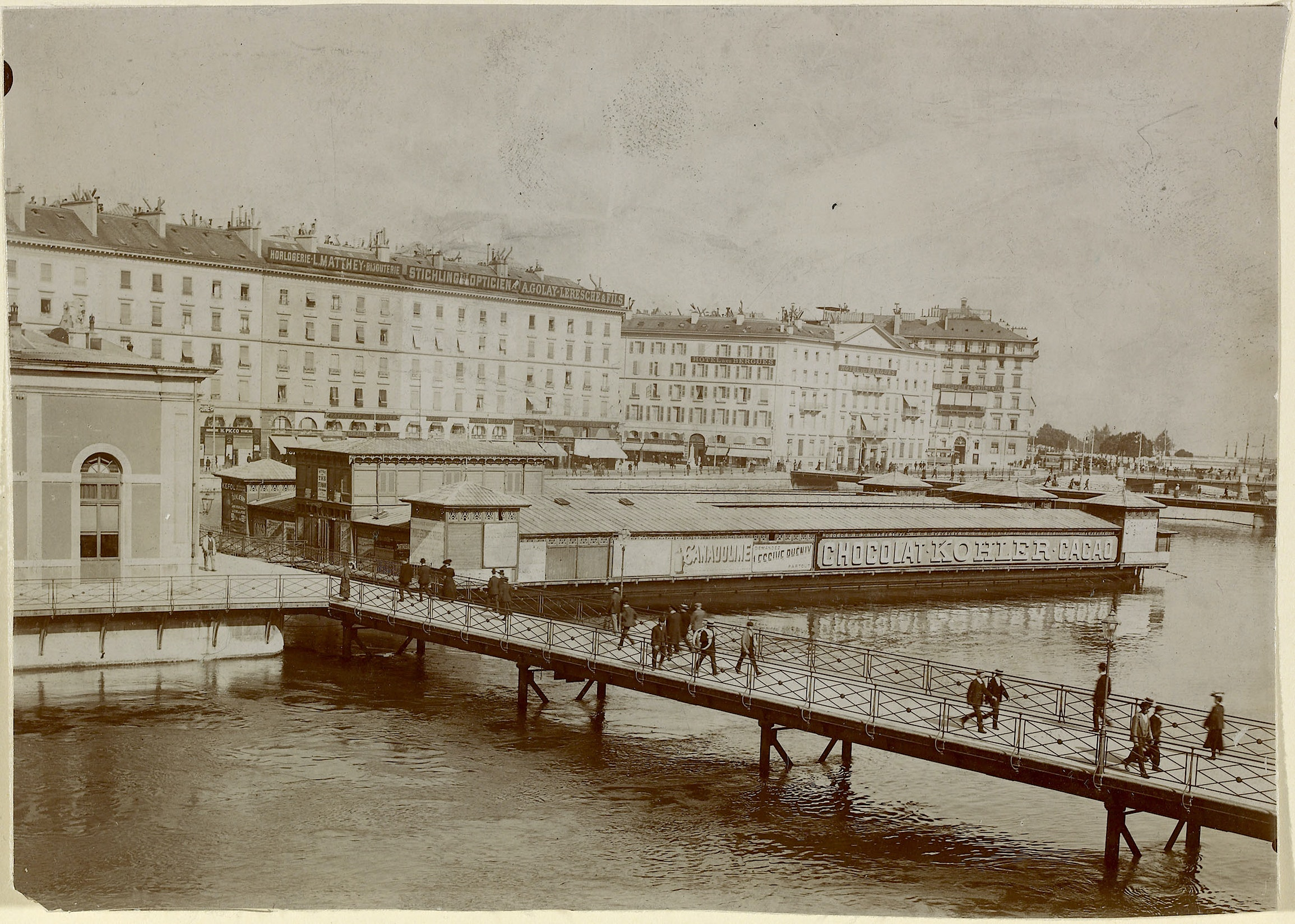
Bains du Rhône en amont du Pont de la Machine, vers 1900.

L'accès à l'hygiène pour les plus pauvres mobilise les œuvres philanthropiques. En 1857, la diaconie de la Fusterie construit des bains chauds et un lavoir public dans un bâtiment à l'angle entre la rue du Rhône et la rue du Port. En 1889, la société genevoise d'utilité publique décide de prendre en main la question des « bains chauds populaires », elle assure la gestion des bains de la rue du Rhône de telle sorte que « le tarif en permette l'usage abondant à tous ».
Les bains chauds proposent de véritables salles de bains avec de l'eau chaude en abondance, voire des bains de vapeur. Les Bains des Bergues font publicité des améliorations techniques qu'ils ont apportées à leurs installations de chauffe. D'autres proposent aussi un service à domicile tels les Bains de la Poste « spécialisé dans les bains de vapeur en tous genres » et les Bains chauds d'Arve à Carouge. Les Bains des Eaux-Vives portent à domicile leurs « bains de mer chauds pour les douleurs et les maladies de la peau ».
Pour les populations aisées, l'engouement pour le thermalisme permet la création des services exclusifs. En 1874, le quartier de Champel se profile même comme une véritable station thermale avec son hôtel et ses bains thérapeutiques dans l'Arve. Sur le modèle d'autres villes thermales l'appellation Champel-Les-Bains figurait sur le matériel promotionnel, affiches et cartes postales. La Tour de Champel — tour de style néo-gothique édifiée en 1877 sur les falaises de Champel ajoutait un élément pittoresque au projet —. En France voisine, les Bains de la Caille à Cruseilles attirent une clientèle Genevoise avec un service d'omnibus.

### XXesiècle
Les bains à usage hygiéniques disparaissent progressivement. L'accès à l'eau courante généralisé rend les espaces publics de bains inutiles. La presse mentionne encore les Bains de Genève à la rue de Hesse qui, au début de la guerre en été 1914, doit fermer certains jours pour économiser le précieux charbon. La même année, un rédacteur du Journal de Genève fait le point sur la situation des bains à Genève. Il ne signale plus que trois installations dédiées au bain : les bains de la jetée des Pâquis sur la rive droite du lac, les Bains du Brise Lames sur la rive gauche et les Bains du Rhône en amont du pont de la Machine. Ces derniers fermant en 1918, les installations sur le Rhône et sur l'Arve ont complètement disparu au début du XXe siècle.
Le XXe siècle voit la création ne nombreuses infrastructures qui accompagnent l'évolution de la société qui valorise maintenant l'activité physique au grand air. La rade du lac, avec les projets urbanistiques d'aménagements des quais et promenades, sera le premier terrain de développement de nouvelles infrastructures de baignade.

#### De Eaux-Vives-Plage à Genève-Plage
Le Conseil d'État souhaite créer une promenade le long du quai des Eaux-Vives dans le but de favoriser le tourisme. 
Un concours urbanistique est organisé, celui-ci terminé, les variantes des différents continuent d'être âprement débattues. Dans tous les cas, les bains Mermillod devront être déplacés pour laisser la place à un débarcadère pour les bateaux de la CGN. Une grève, Baby-Plage, sera aménagée dans l'anse en amont du débarcadère. L'association des bains de soleil et du lac reprend la concession de la veuve Mermillod, bains du Brise Lame, et ouvre, après d'âpres négociations quant à l'emplacement, la Plage des Eaux-Vives en 1916. Celle-ci est aménagée sur la grève en aval du nouveau débarcadère de la CGN . Le succès populaire est remarquable et divers travaux d'aménagement sont réalisés tels que cabines, enrochement, pont, solarium. Néanmoins, le projet d'aménagement du quai des Eaux-Vives implique que les bains devront être déplacés à terme. La solution qui s'impose consiste à déplacer hangars de la société nautique et plage des Eaux-Vives au Port-Noir. De ce projet naîtront le port de la Nautique et Genève-Plage. Genève-Plage est inaugurée en 1932. Propriété de la ville de Genève, cette installation se trouve néanmoins sur le territoire de la commune de Cologny.

La plage des Eaux-Vives en 1919
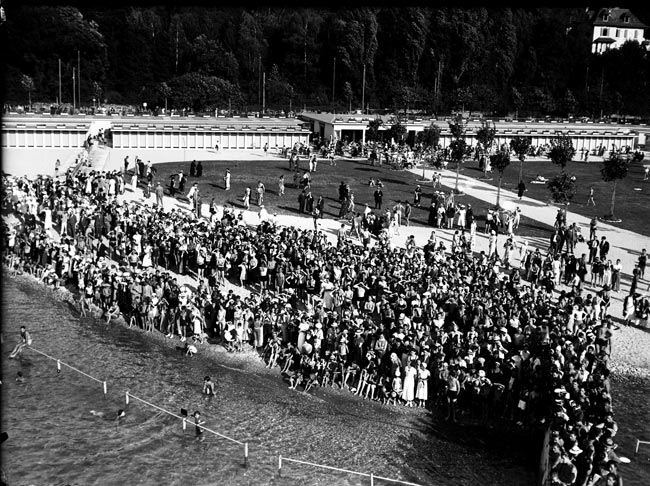
Genève-Plage, Spectacle au plongeoir, juin 1934

#### Les bains des Pâquis
Sur la rive droite du lac, une plage est aménagée sur le côté amont de la jetée des Pâquis quelques années avant la construction en 1932 des Bains des Pâquis. Ceux-ci remplacent les anciens bains en bois, dits bains municipaux.

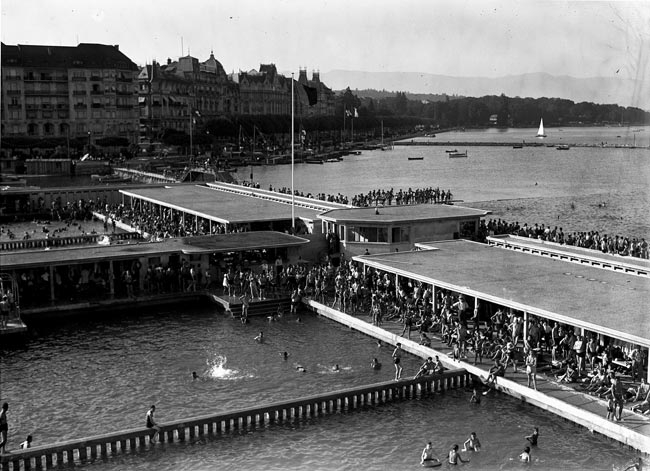
Bains des Pâquis, Genève, septembre 1932

#### Courses populaires de nage en eaux libres
Plusieurs courses populaires de nage en eaux libres sont créées. La Traversée de Genève à la Nage, probablement inspirée de la Traversée de Paris à la nage. La Coupe de Noël qui perdure. La Traversée de la Rade entre le parc de la Perle du Lac et Genève-Plage, créée par le directeur de celle-ci,. À noter également la traditionnelle épreuve finale du cours d'inspecteurs de police, traversée sur le même parcours que la Traversée de la Rade,.

#### Piscines et pataugeoires
À partir du milieu du XXe siècle, les piscines et pataugeoires vont être créées en nombre. La première pataugeoire est inaugurée en 1959 dans le parc Beaulieu . Dès 1960 l'état phytosanitaire du Léman est fortement dégradé. Les autorités déconseillent la baignade et promulguent même des interdictions. La piscine des Vernets est inaugurée en 1966 et, la même année, l'association Genève-Plage souhaite créer une piscine sur la berge du Léman car « le public n'ose plus se baigner à Genève-Plage en raison de la pollution des eaux. »

## XXIesiècle

### Piscines et pataugeoires
La ville de Genève possède six piscines. Deux piscine publiques, la piscine des Vernets et la piscine de Varembé, proposent bassins intérieurs et extérieurs, plongeoirs, pataugeoires et espace de bronzage. Quatre bassins de quartier qui accueillent exclusivement les clubs sportifs et les groupes scolaires. Onze pataugeoires sont disponibles dans les différents parcs de la ville. Fontaines et autres jets installés sur les places publiques sont prisés et la baignade dans les fontaines est même tolérée en cas de canicule.

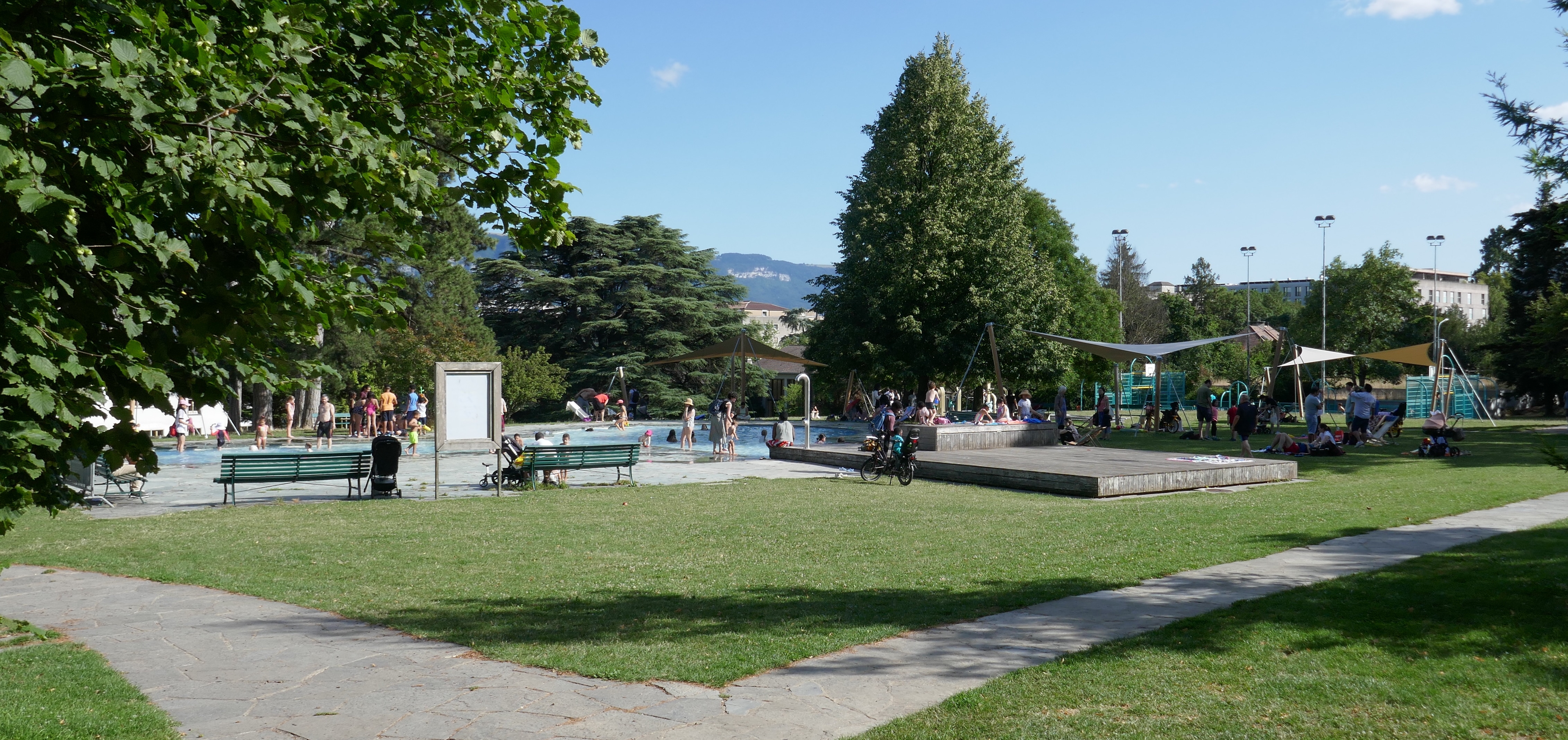
Pataugeoire du parc Trembley.

### Plages et bains sur le Léman
Bains des Pâquis et Genève-Plage sont toujours là. Construction d'une nouvelle plage publique, la plage des Eaux-Vives, entre le port des Eaux-Vives et le Port-Noir.

### Baignade dans le Rhône
Au XXIe siècle, la ville de Genève crée des aménagements pour les baigneurs entre le pont Sous-Terre et la pointe de la Jonction, marquant ainsi une reconnaissance institutionnelle d'une pratique populaire de baignade dans le Rhône.

### Point d'eau
L'association Carrefour Rue gère le Point d'Eau qui propose salle de bain, buanderie et infirmerie pour les sans abris et les personnes vivant dans des logements sans confort.

## Dans la culture
- La pêche miraculeuse de Konrad Witz, est un panneau d’un retable de la cathédrale Saint-Pierre datant de 1444. Cette œuvre est considérée comme « la première représentation d'un paysage identifiable dans l'histoire de l'art occidental »[38]. Saint Pierre se jette de la barque pour aller vers Jésus qui marche sur l'eau.

- Le tableau  Lake Geneva and Mont-Blanc (1802-1805) de Joseph Mallord William Turner montre le lac depuis le creux de Genthod avec Les Voirons, le Salève et le Mont Blanc en arrière plan. Des baigneurs nus sont sur la berge[38].

- Une scène du film Vie Privée (1962) de Louis Malle est tournée partiellement à Genève, avec Brigitte Bardot se baignant dans le Léman en bikini[38].

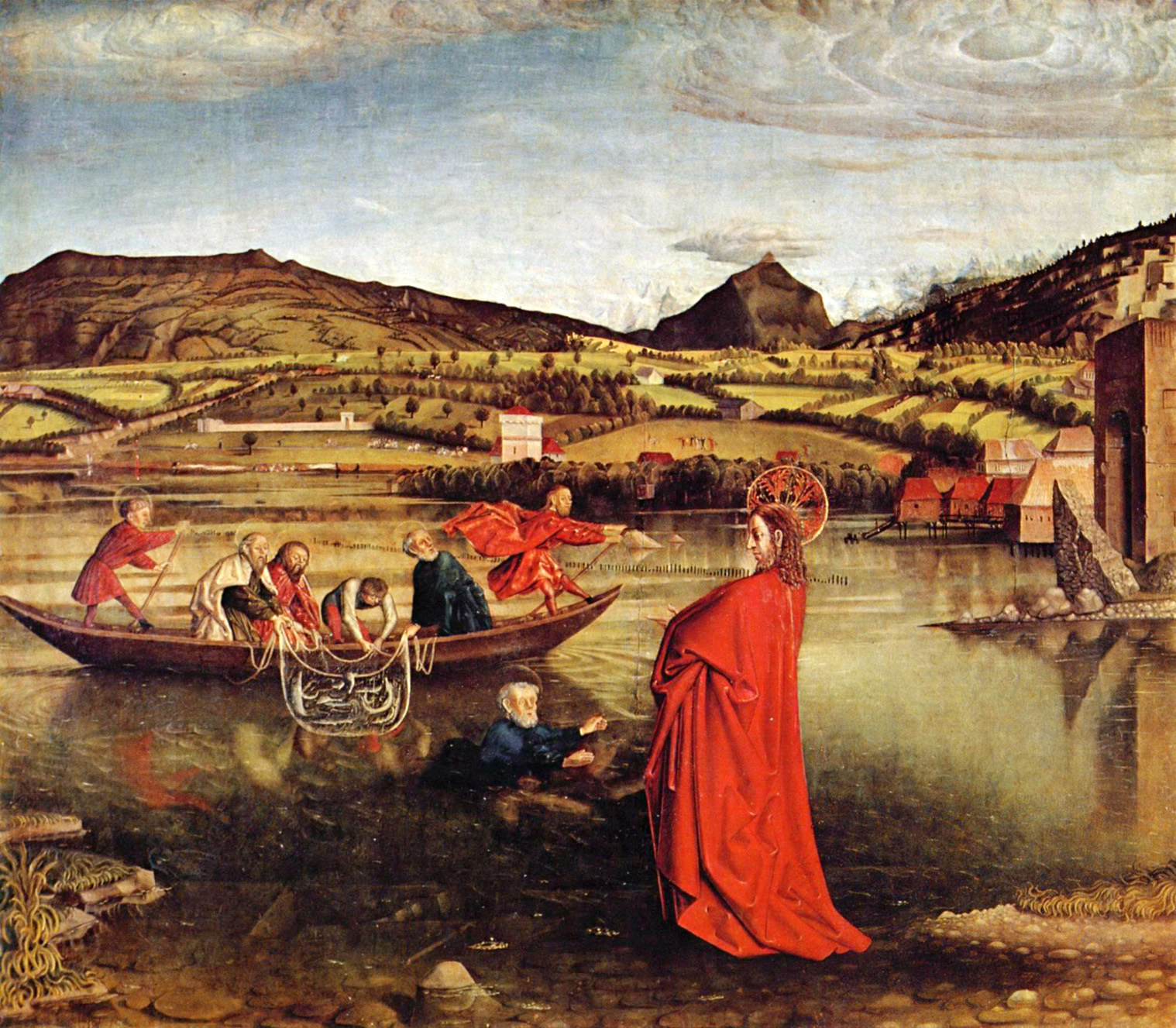
La pêche miraculeuse